# پرهو
پِرْهُو (به فنلاندی: Perho) یک منطقهٔ مسکونی در فنلاند است که در اوستروبوتنیای مرکزی واقع شده‌است.

## خواهرخوانده
شهرهای لانچانو و دهستان آنتسلا خواهرخوانده‌های پرهو هستند.